# Broska
Broska (ukrainisch und russisch Броска; rumänisch Broasca) ist ein Dorf im Budschak im äußersten Südwesten der Ukraine mit etwa 3700 Einwohnern (2006).

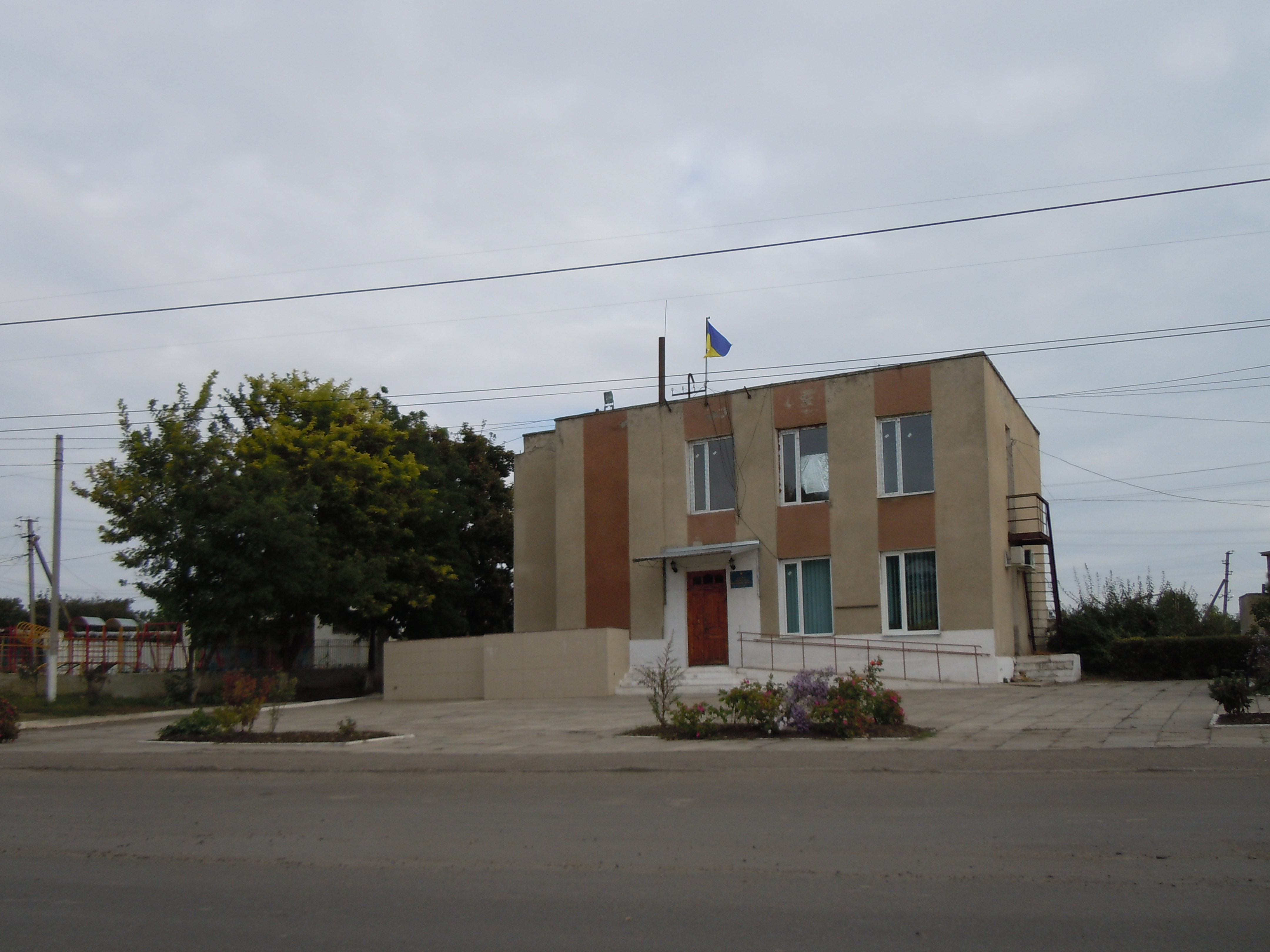
Gebäude des Gemeinderats

Das Dorf befindet sich im Rajon Ismajil in der Oblast Odessa am Stadtrand von Ismajil an der Fernstraße M 15.
Im Pariser Frieden von 1856, wodurch der Krimkrieg beendet wurde, gelangte das Dorf mit einem Landstreifen im Südwesten Bessarabiens von Russland an das Fürstentum Moldau, musste jedoch im Berliner Friedensvertrag von 1878 an Russland zurückgegeben werden. Infolge des Molotow-Ribbentrop-Pakts 1939 wurden Bessarabien, die Nordbukowina und das Herza-Gebiet von der UdSSR annektiert. Seit 1991 gehört Broska zum Rajon Ismajil in der Oblast Odessa der unabhängigen Ukraine.
Am 12. Juni 2020 wurde das Dorf ein Teil der Landgemeinde Safjany; bis dahin bildete es die Landratsgemeinde Broska (Бросківська сільська рада/Broskiwska silska rada) im Süden des Rajons Ismajil.